# ArgoMoon
ArgoMoon — это CubeSat класса 6U, запущенный на гелиоцентрическую орбиту в качестве дополнительной полезной нагрузки в миссии Artemis 1 и первом полёте ракеты-носителя SLS 16 ноября 2022 года в 06:47:44 UTC.
Задача ArgoMoon состоит в том, чтобы получить подробные изображения промежуточной криогенной двигательной ступени после отделения космического корабря Orion, операция, которая продемонстрирует способность кубсата осуществлять точные маневры в глубоком космосе.
ArgoMoon работает с использованием проприетарного программного обеспечения для автономной навигации. Задачей кубсата также является демонстрация возможностей дальней оптической связи с Землёй.

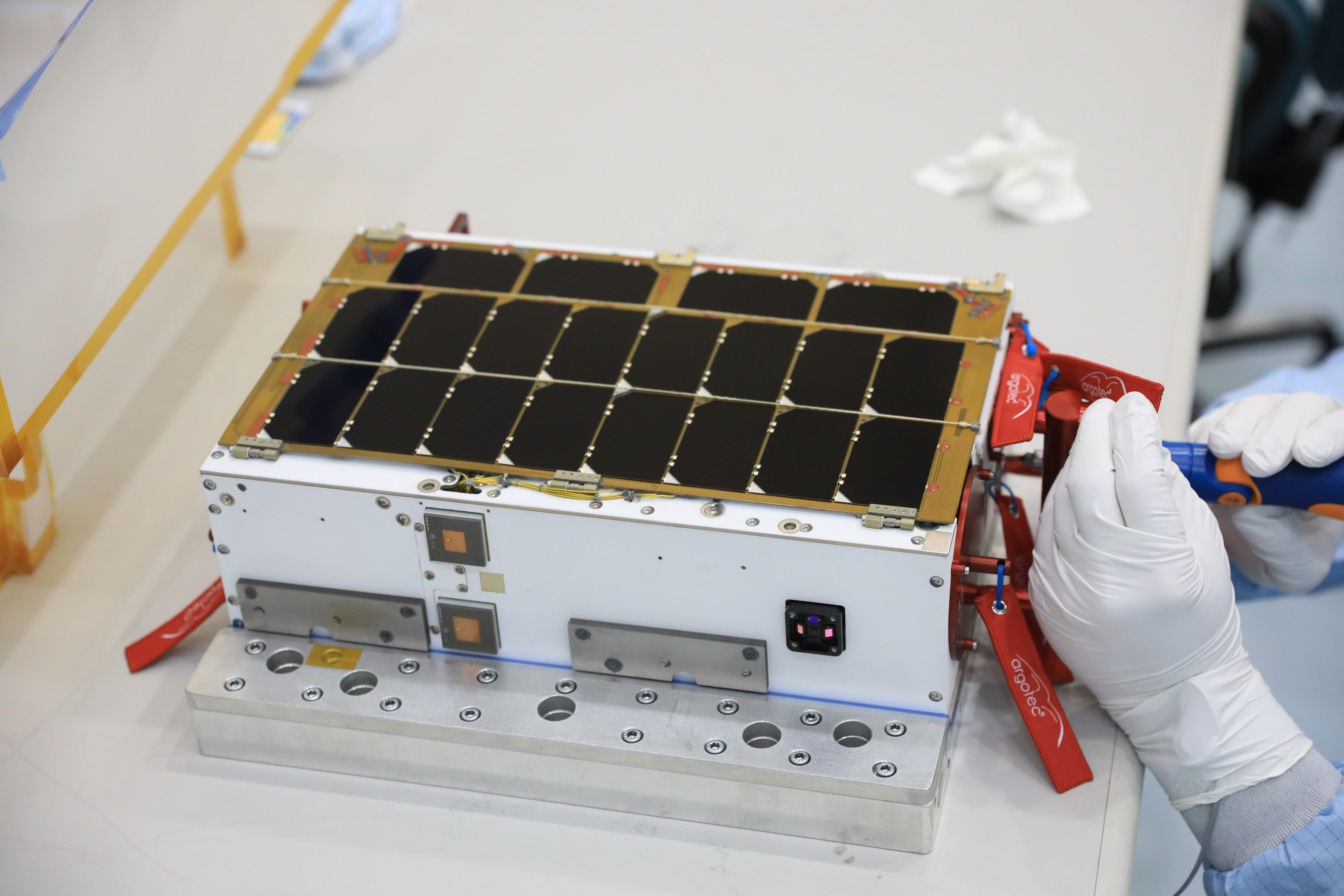

## История
Orion являлся основной полезной нагрузкой Artemis I. Основное внимание миссии Artemis I уделялось демонстрации работы ракеты SLS и корабля Orion, однако отсутствие груза на корабле позволило запустить несколько маломассивных кубсатов в качестве вторичной полезной нагрузки.
В сентябре 2015 года НАСА открыло приём предложений о запуске кубсатов 6U. Среди предложений, оцененных Итальянским космическим агентством (ИКА), Европейским космическим агентством (ЕКА) и НАСА, проект компании Argotec вошёл в число победителей. ArgoMoon стал единственным европейским спутником, который принял участие в миссии.

## Цели
Инженеры Argotec заметили неспособность разгонного блока Interim Cryogenic Propulsion Stage (ICPS) отправлять телеметрические данные на этапе развертывания CubeSat через несколько часов после отделения космического корабля Orion. Именно эта проблема побудила Argotec предложить спутник, способный выполнять ближний полет с ICPS, фотографируя и проводя инспекцию, чтобы подтвердить успешное развертывание CubeSat.
Прежде чем попасть на гелиоцентрическую орбиту из-за облёта Луны, ArgoMoon выполнит тяговый маневр, чтобы выйти на геоцентрическую орбиту. Вторая часть миссии продлится несколько месяцев до прекращения работы спутника, вызванным солнечной радиацией. В течение этих месяцев спутник будет передовать телеметрические данные, характеризующие работу во враждебной среде глубокого космоса. До сих пор CubeSat в основном предназначались для миссий по наблюдению за Землей, где спутники естественным образом защищены от излучения магнитным полем Земли.

## Спутниковая конфигурация
ArgoMoon будет иметь гибридную двигательную установку, моно топливные двигатели и двигатели на холодном газе, чтобы обеспечить управление ориентацией и маневрирование на орбите.
- Основная двигательная установка: для поддержания орбиты во время сближения и для изменения орбиты во избежание облёта Луны;
- Вторичная двигательная установка: как привод для закона управления ориентацией, поскольку спутник находится слишком далеко от Земли, чтобы использовать магнитное поле Земли.

Еще одной особенностью ArgoMoon является использование радиационно-стойких компонентов. Отсутствие защиты, обеспечиваемой магнитосферой, требует выбора компонентов, которые были разработаны и испытаны на устойчивость к радиации. Чтобы предоставить подробные фотографии миссии, ArgoMoon оснащен камерой с узким полем зрения для получения инспекционных фотографий. Эта оптическая полезная нагрузка поддерживается другой с широким полем зрения для передачи изображений на бортовой компьютер, где программное обеспечение обработки изображений обрабатывает их для выполнения автономной навигации и точного наведения на цель.

## Проект и разработка
В сентябре 2015 года Argotec представила НАСА предложение ArgoMoon. Предложение было рассмотрено и одобрено Итальянским космическим агентством (ИКА), Европейским космическим агентством (ЕКА), а затем и НАСА. Проект координируется Итальянским космическим агентством, и запуск спутника планируется в качестве дополнительной полезной нагрузки миссии Artemis 1.
Инженеры Argotec работали над определением целей и этапов миссии, анализом миссии и конфигурацией спутника. Подсистема электропитания, бортовой компьютер и бортовое программное обеспечение также разработаны и разработаны Argotec, включая программное обеспечение для обработки изображений для распознавания целей и наведения.
При выборе поставщиков компонентов или блоков предпочтение отдавалось европейским компаниям, если они были доступны.